# Peredelkino
Peredelkino è un complesso di dacie situato a circa venticinque chilometri a sud-ovest di Mosca, circondato da una grande foresta. Il complesso è noto per essere stato residenza di numerosi e celebri scrittori russi e di altre nazionalità dell'ex Unione Sovietica.

## Storia
Nel 1934 Maksim Gorkij, intellettuale molto influente nell'Unione Sovietica di Stalin, suggerì di assegnare la zona all'Unione degli scrittori sovietici per costruire dei cottage per gli associati. Nel corso del tempo vi risiedettero molti scrittori di primo piano, tra cui Boris Pasternak, Kornej Čukovskij, Arsenij Tarkovskij, Georgij Vladimov (tutti e quattro sepolti nel locale cimitero), Il'ja Ėrenburg, Isaak Babel, Michail Bachtin ed altri.
Negli anni successivi al crollo dell'Unione Sovietica, avvenuto nel 1990-1991, Peredelkino è divenuta un'ambita località per le dimore dei nuovi ricchi (i cosiddetti nuovi russi), e molte altre dimore sono state costruite nel vicino distretto di Novo-Peredelkino. Dal 2005 al 2008 il Patriarca di Mosca Alessio II ha avuto la sua residenza estiva nel villaggio.

## Citazioni
- Il luogo viene citato nel famoso libro di John le Carré La casa Russia del 1989, e anche nel relativo film del 1990 con Sean Connery, Klaus Maria Brandauer e Michelle Pfeiffer.
- È da ricordare, inoltre, che Aleksandr Solženicyn scrisse nel 1973 a Peredelkino alcune delle pagine memorabili della propria opera autobiografica La quercia e il vitello, in particolare la descrizione dei suoi rapporti con il fisico e dissidente Andrej Sacharov.
- La località viene inoltre menzionata nel celebre classico della letteratura del '900 di Michail Bulgakov Il maestro e Margherita, nel capitolo Quel che accadde al Griboedov. Bulgakov chiama il villaggio "Perelygino", ma è un chiaro riferimento a Peredelkino.